# Bagenal Harvey

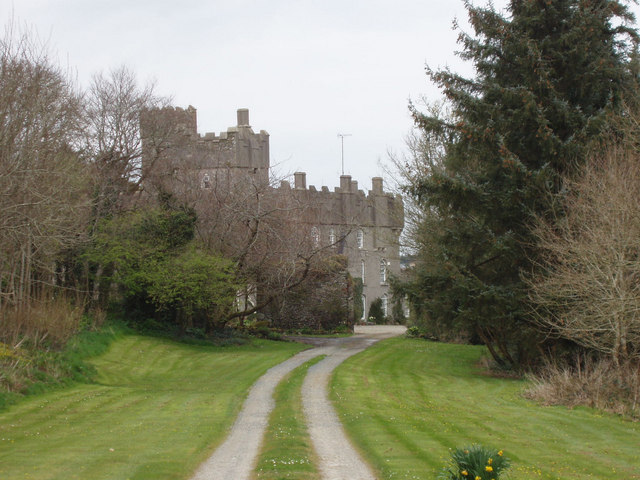
Bargy Castle, Schloss der Familie und Geburtsort von Bagenal Harvey

Beauchamp Bagenal Harvey (* 1754? in Bargy Castle, County Wexford, Irland; † 28. Juni 1798 in Wexford, Irland) war ein Rechtsanwalt, irischer Freiheitskämpfer und Mitglied der Society of United Irishmen. Er wurde als einer der Anführer der Irischen Rebellion von 1798 hingerichtet.

## Leben

### Familie
Bagenal Harvey wurde als ältester Sohn von Francis Harvey († 1792) und dessen Frau Martha Harvey († 1794) geboren. Seine Mutter war die Tochter des Priesters James Harvey aus Killiane, und damit die Cousine des Vaters. Die Familie hatte noch einen weiteren Sohn und drei Töchter. Der Vater war ein gebildeter Gutsbesitzer, dem im Townland Bargy im County Wexford, sowie in den Countys Carlow und Waterford rund 800 Hektar Land gehörten. Er war ein liberaler Protestant und hatte ein gutes Verhältnis zu seinen katholischen Pächtern. Bagenal Harvey wurde nach seinem Cousin und Patenonkel Beauchamp Bagenal benannt.
Bagenal Harvey selbst lebte ab etwa 1793 in Dublin mit einer Frau aus bescheidenen Verhältnissen zusammen, Elizabeth Smith aus Wexford. Mit er hatte er zwei Kinder, James und William, die jedoch keinen Anspruch auf das Erbe seines Vaters hatten. 1797 heiratete er heimlich Judith Dockrell, die vermutlich aus Arklow stammte.

### Ausbildung
Zunächst von einem Hauslehrer namens Ball unterrichtet, schrieb sich Harvey 1771 mit 17 Jahren am Trinity College Dublin ein. 1775 machte er seinen Abschluss als Bachelor der Rechtswissenschaft und wurde Mitglied der King’s Inns, der irischen Rechtsanwaltsinnung, und des Middle Temple, einer der vier irischen Anwaltskammern. 1782 bekam er seine Zulassung als Barrister, also als Rechtsanwalt, der vor Gericht plädieren darf.

### Mitglied der United Irishmen
Als Harveys Vater starb, erbte er beträchtliche Ländereien und erhielt ein jährliches Einkommen von 3.000 Pfund Sterling. Seit seinen Tagen am College hatte er sich deutlich für die Notwendigkeit einer Parlamentsreform ausgesprochen. So wurde er, neben anderen Anhängern der liberalen Protestantischen Partei Wexfords, am 22. Juni 1792 in Dublin in die Society of United Irishmen aufgenommen. Als der Vorsitzende und der Generalsekretär der United Irishmen, Simon Butler und Oliver Bond, am 1. März 1793 wegen Verleumdung des Obersten Gerichtshofes verurteilt wurden, wurden sie durch Bagenal Harvey und Thomas Russell ersetzt. Harvey und Russell gaben eine Stellungnahme ab, in der sie die Verurteilungen kritisierten und das irische Volk aufforderten, seinen nationalen Willen zu verkünden. Der Text war von Theobald Wolfe Tone so geschickt abgefasst worden, dass die beiden dafür nicht strafrechtlich verfolgt wurden.
Harveys Bruder James wurde am 3. Juni 1793 ebenfalls in die Society aufgenommen.
Harvey engagierte sich im Catholic Committee in Wexford und setzte sich für die Katholikenemanzipation ein. Nach einem politischen Streit duellierte er sich am 8. Mai 1794 mit dem Loyalisten Ambrose Hardinge Giffard, den er dabei verwundete. Sein Sekundant bei diesem Duell war Thomas Addis Emmet.
Als der Lord Lieutenant of Ireland, William Fitzwilliam, 4. Earl Fitzwilliam, 1795 nach London zurückbeordert wurde, nachdem er versucht hatte, Katholiken den Zugang zum Parlament zu erleichtern, wurde Harvey als Mitglied einer Delegation nach London geschickt, um eine Petition für die Wiedereinsetzung Fitzwilliams einzureichen. Das verärgerte die Loyalisten in Wexford, während Harvey bei der Politisierung der Katholiken und des liberal gesonnenen Adels zur immer einflussreicheren Person wurde.

### Die Rebellion von 1798
Harvey war offen liberal, beteiligte sich aber nicht an den Planungen eines bewaffneten Aufstandes. Die Pläne dürften ihm bis zum Spätfrühling 1798 nicht einmal bekannt gewesen sein. Die meisten Quellen stimmen aber darin überein, dass er von da an in die folgenden Ereignisse verwickelt war. Nach der Verhaftung des Direktoriums der United Irishmen von Leinster am 12. März 1798, hatte man in Dublin Castle Informationen, dass es eine Verbindung zwischen Harvey und einem Kurier der United Men gab, aber nicht darauf reagiert.
Als der Aufstand am 23. Mai 1798 ausbrach, kam Harvey dem Befehl der Regierung zum Niederlegen der Waffen nach und lieferte die, die er auf seinem Grundbesitz eingesammelt hatte, in Wexford Town ab. Die Behörden hatten jedoch von einem Informanten in Erfahrung gebracht, dass Harvey zu den Schlüsselfiguren dieser Verschwörung gehöre. Er wurde noch an diesem Abend verhaftet und ins Gefängnis gebracht. Als die Rebellen Enniscorthy erobert hatten und Wexford Town bedrohten, wurde Harvey von den loyalistischen Behörden gefragt, ob er bereit wäre, mit den Rebellenführern auf dem Vinegar Hill zu verhandeln. Er schrieb daraufhin eine kurze Notiz, in der er bat:

“If you pretend to Christian charity, do not commit massacre, or burn the property of the inhabitants, and spare your prisoners' lifes.”

„Wenn ihr christliche Nächstenliebe vorgebt, dann begeht keine Massaker, verbrennt nicht das Eigentum der Einwohner und schont das Leben eurer Gefangenen.“

Als die United Irishmen Wexford Town am 30. Mai eroberten, wurde Harvey befreit und nach langen, teilweise heftigen Diskussionen unter den Anführern zum Oberbefehlshaber der Rebellentruppen im County Wexford gewählt. Es ist zu vermuten, dass er die Wahl nur widerwillig angenommen hat und dass sie ein Kompromiss zwischen mehreren Kandidaten war. Miles Byrne, einer der Beteiligten, schrieb später in seinen Memoiren, dass er Harvey in diesem Amt für ungeeignet hielt, aufgrund seiner fehlenden militärischen Qualitäten. Gleichzeitig wurde Harvey zum Kommandeur der Southern Division ernannt, die über New Ross den Ausbruch aus dem County Wexford Richtung Waterford versuchen sollte.
Oberste Priorität hatte für die Aufständischen die Eroberung der Stadt New Ross. Harvey hatte zwar mit seiner rund 10.000 Mann starken Armee eine deutliche Übermacht gegenüber den Verteidigern der Garnison; die meisten seiner Männer waren jedoch nur mit Piken bewaffnet und entbehrten wie er selbst jeglicher Kampferfahrung. Am 4. Juni erreichten die Rebellentruppen den Corbet Hill, von dem aus man die Stadt überblicken konnte. General Johnson schaffte es währenddessen, mit seinen Truppen aus Waterford in die Stadt zu gelangen und die Stärke der Garnison auf 2.000 Mann, gut ausgerüstet und unter Führung eines erfahrenen Offiziers, zu erhöhen. Harvey hatte den Zeitpunkt, die Garnison zu attackieren, als sie schwächer aufgestellt war, verpasst. Die Rebellen schickten dem Feind Michael Furlong als Parlamentär entgegen, der Johnson die Gelegenheit geben sollte, sich zu ergeben und die Stadt so vor der Vernichtung zu bewahren. Harvey befürchtete, dass er Raubüberfälle und Plünderungen nicht verhindern könnte, wenn den Rebellen Widerstand geleistet würde. Als sich Furlong den Truppen genähert hatte, wurde er trotz seiner weißen Fahne kurzerhand und ohne Warnung erschossen.
Harvey hatte nun keine andere Möglichkeit mehr, als die Stadt mit aller Macht frontal anzugreifen. Die Rebellen fielen durch das Three Bullet Gate in die Stadt ein und lieferten sich in der schwülen Hitze des Tages über mehrere Stunden in den engen Straßen der Stadt Kämpfe mit den Regierungstruppen. Nach etlichen Angriffen und Gegenangriffen erlitten die United Men erhebliche Verluste und Harvey befahl den Rückzug durch das Three Bullet Gate. Die Rebellen von Wexford hatten ihre erste empfindliche Niederlage erlitten, und viele von ihnen sahen die Schuld bei Harvey.
Die Regierungstruppen waren in New Ross mit äußerster Brutalität vorgegangen. So war dort auch auf Zivilisten geschossen worden, die aus ihren brennenden Häusern auf die Straßen geflüchtet waren. Im Nachklang dieser Ereignisse kam es noch am selben Tag zu den Gräueltaten in Scullabogue, wo einzelne Rebellen Gefangene erschossen und eine Scheune niederbrannten, in der alte Männer, Frauen und Kinder gefangen gehalten wurden. Schockiert über diese Verbrechen, gab Harvey eine Proklamation heraus, in der er ein Kopfgeld auf die Verantwortlichen dieses Massakers ausschrieb und allen, denen Fahnenflucht, Plünderung oder der Mord an Gefangenen nachgewiesen wurde, eine sofortige Erschießung androhte.
New Ross blieb Harveys erste und letzte Schlacht. Am 7. Juni wurde er als Kommandeur durch den Priester Fr. Philip Roche abgelöst und übernahm den Vorsitz des neuen Regierungsrates in Wexford. Auch in der Stadt versuchte er, gemeinsam mit anderen gemäßigten Führern, den Mob auf den Straßen von Gewalttaten abzuhalten. Unter den in Wexford gefangen gehaltenen Loyalisten war auch ein Milizkommandeur, den Harvey als Faustpfand für mögliche Verhandlungen mit General Lake ansah. Doch die Mission wurde durch Sabotage vereitelt.
Am 22. Juni hatte Lake die Stadt Wexford zurückerobert. Bagenal Harvey und sein alter Gefährte John Colclough entkamen aus der Stadt und suchten Zuflucht in einer Höhle auf den vor der Küste Wexfords gelegenen Saltee Islands. Vermutlich hofften sie, nach Frankreich entkommen zu können. Harvey hatte sogar eine Kiste mit Silber mitgenommen.
Ihr Aufenthaltsort wurde verraten. Am 24. Juni spürte sie ein Suchtrupp, angeführt von einem örtlichen Yeoman, in der Höhle auf und brachte sie zurück nach Wexford, wo sie mit den anderen verhafteten Anführern eingesperrt wurden. Bei seiner Verhandlung vor dem Kriegsgericht verteidigte er sich mehrere Stunden lang. Er gab seine Mitgliedschaft bei den United Irishmen zu, behauptete aber, in diese Rolle hineingedrängt worden zu sein. Seine Verteidigungsrede hatte keinen Erfolg.
Bagenal Harvey wurde am 28. Juni 1798 von einem Rundbogen der Wexford Bridge gehängt, deren Bau er einige Jahre zuvor noch großzügig mitfinanziert hatte. Um ein Exempel zu statuieren, wurde seine Leiche anschließend enthauptet und sein Kopf auf einer Pike auf dem Gerichtsgebäude von Wexford befestigt.

### Nach dem Tod
Harveys Besitz wurde von der Krone konfisziert und Bargy Castle vorübergehend zum Einquartieren von Soldaten genutzt. Sein Bruder James erreichte jedoch die Rückgabe und ordnete den Nachlass, mit dem Bagenal Harveys Frau Judith und die beiden Söhne aus der Beziehung mit Elizabeth, die den Namen ihres Vaters erhielten, hinreichend versorgt wurden.

## Quelle
- Sylvie Kleinman: Beauchamp Bagenal Harvey, im „Dictionary of Irish Biographies“, abgerufen am 21. April 2024 (englisch)